# カンボジア陸軍
カンボジア王国陸軍（クメール語：កងទ័ពជើងគោក　発音：Kangtorp Cheung Kork）は、カンボジア王国軍の陸上部門の軍隊である。2017年時の総兵力は約85,000名であり、全兵員は12個の歩兵師団および統合機甲集団と支援砲兵集団などを中心に編成され組織化されている。カンボジア王国陸軍はカンボジア王国国防省の管理下に置かれ文民統制されている。

## 組織
カンボジア陸軍は、6個軍区（首都特別軍区を含む）に分かれる。
- 歩兵師団x12
- 独立旅団x3
- 警戒旅団x1
  - 4個大隊
- 独立歩兵連隊x9
- 戦車大隊x3
- 特殊作戦連隊x1
- 工兵連隊x4
- その他（独立偵察大隊・砲兵大隊・防空大隊など）

### 地方部隊
正規軍とは別途に、地方部隊（予備役）約5万人を有する。地方部隊は、各省毎に数個独立大隊-数個独立連隊、各県毎に数個独立中隊-数個独立大隊を有する。

### 民兵
準軍事部隊として、民兵約10万人を動員することができる。民兵は、中隊を単位とし、各村から10-20人徴発される。

### 階級
| クメール語 | クメール語の発音     | 日本語訳 |
| ---------- | -------------------- | -------- |
| ពលទោ        | Pʊəl too             | 二等兵   |
| ពលឯក       | Pʊəl aek             | 一等兵   |
| នាយទោ        | Niey too             | 二等伍長 |
| នាយឯក       | Niey aek             | 一等伍長 |
| ពលបាលត្រី     | Pʊəl baal trəy       | 三等軍曹 |
| ពលបាលទោ      | Pʊəl baal too        | 二等軍曹 |
| ពលបាលឯក     | Pʊəl baal aek        | 一等軍曹 |
| ព្រឹន្ទបាលទោ    | Prɨn baal too        | 曹長     |
| ព្រឹន្ទបាលឯក   | Prɨn baal aek        | 上級曹長 |
| អនុសេនីយ៍ត្រី    | Aknu sayney trəy     | 少尉     |
| អនុសេនីយ៍ទោ     | Aknu sayney too      | 中尉     |
| អនុសេនីយ៍ឯក    | Aknu sayney aek      | 大尉     |
| វរសេនីយ៍ត្រី    | Vorak sayney trəy    | 少佐     |
| វរសេនីយ៍ទោ     | Vorak sayney too     | 中佐     |
| វរសេនីយ៍ឯក    | Vorak sayney aek     | 大佐     |
| ឧត្តមសេនីយ៍ត្រី  | Utdɑm sayney trəy    | 准将     |
| ឧត្តមសេនីយ៍ទោ   | Utdɑm sayney too     | 少将     |
| ឧត្តមសេនីយ៍ឯក  | Utdɑm sayney aek     | 中将     |
| នាយឧត្តមសេនីយ៍  | Niey utdɑm sayney    | 大将     |
| ឧត្តមសេនីយ៍នាយក | Utdɑm sayney nieyʊək | 参謀総長 |

## 装備

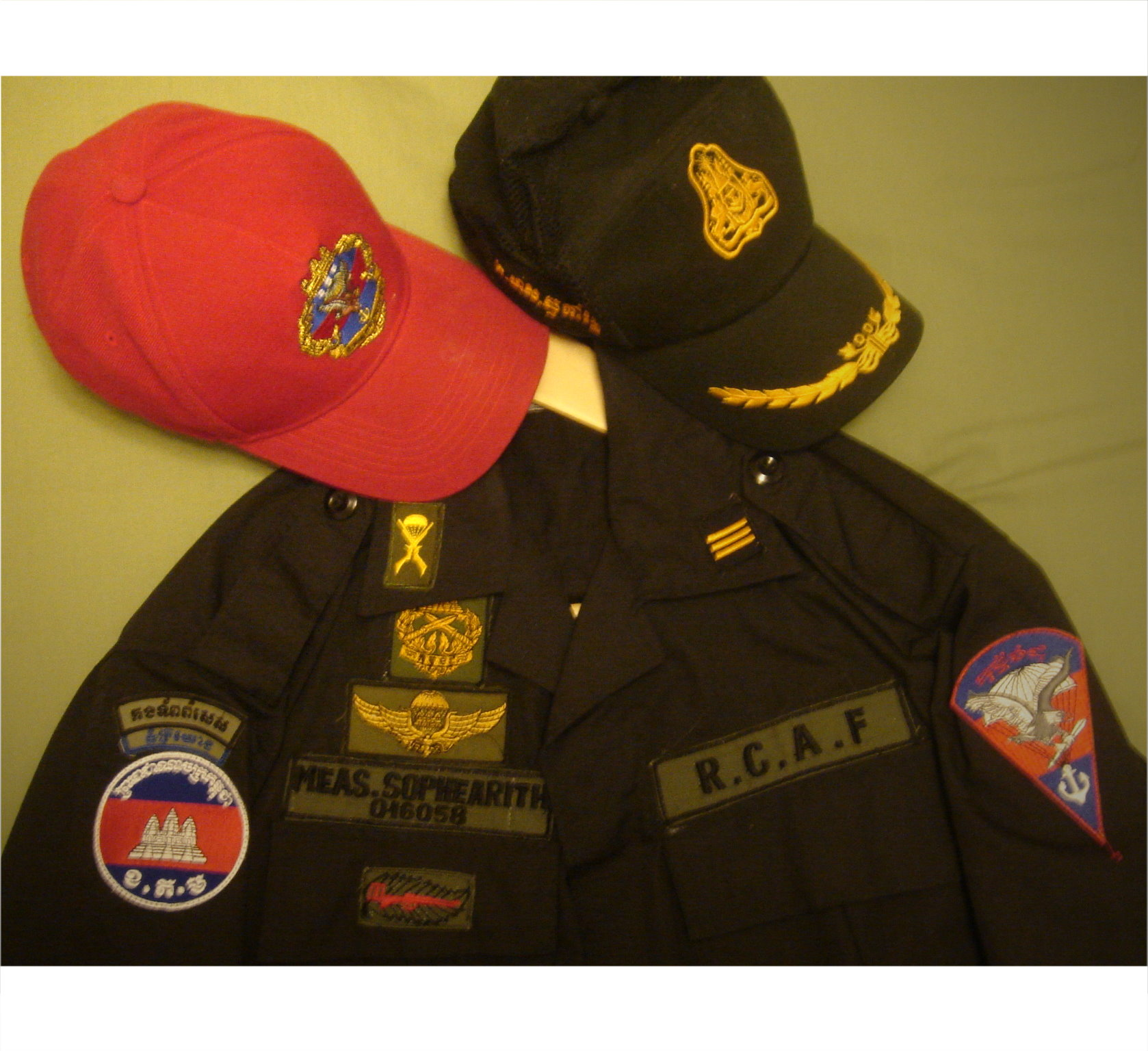
第911パラコマンドーの制服

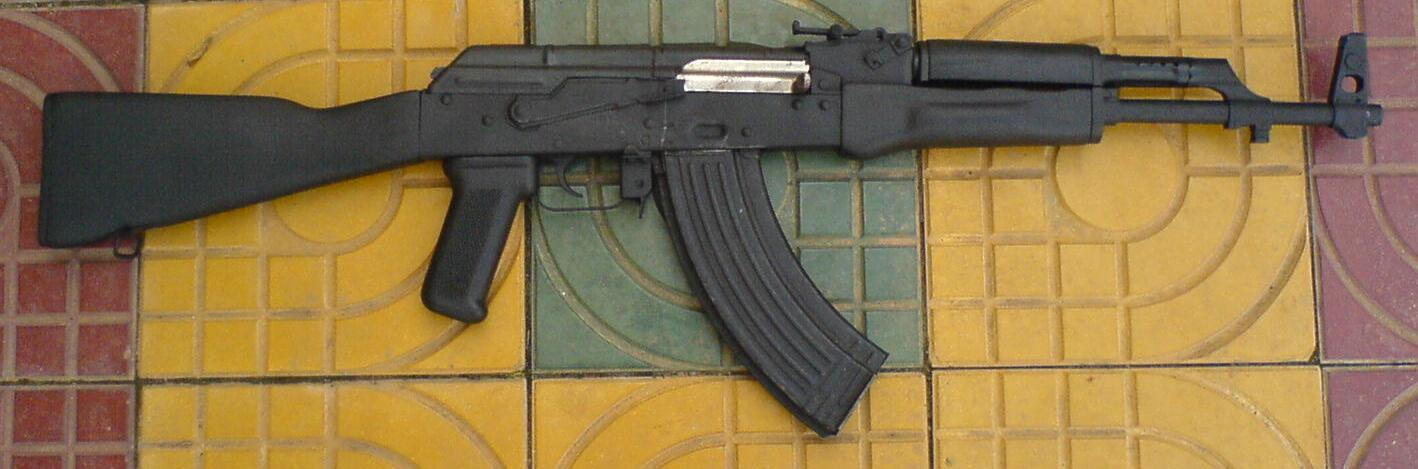
カンボジアのAK-47

### 車両

#### 戦車
- T-54-2 ×10両
- T-55A x290両
  - 一部車両はハンガリーにて生産された｡100両がウクライナから､60両がセルビアから送られ、115両がカンボジア人民陸軍（英語版）から継承された｡現在290両が現役｡
- T-55AM1 ×100両
  - チェコスロバキアにて生産されたT-55の改良型｡主に砲塔部分の装甲が強化され､前面を囲うような追加装甲が特徴｡50両がポーランドから､40両がチェコ共和国から供与された｡
- 59式戦車 x74両

### 軽戦車
- 62式軽戦車x100両
- 63式水陸両用戦車x20両
- PT-76x50両
  - 1956年型と1957年型を25両ずつ保有｡

#### 装軌装甲車
- BMP-1x100両
  - 61両がチェコ共和国から､8両のBVP-1がスロバキアから供与された｡
- M113装甲兵員輸送車x若干（20両が稼働状態）
  - 現在では退役したものと思われる｡

#### 装輪装甲車
- BTR-40
  - 退役済｡
- BTR-60PB×120両
- 63式装甲兵員輸送車×50両
- ZFB-05（英語版）
  - 2002年ごろより生産が開始された4×4の中国製装輪式装甲車｡23mm機関砲や12.7mm機関銃､7.62mm機関銃が装備可能｡幾つかのバリエーションがあり、対空用の車両ではQW-4を8発装備できる｡また6×6のZFB-08､走行救急車型のZFB-05C等がある｡4.5トンの車体に2人の乗員と7〜9人の兵士が搭乗できる｡117〜127馬力のエンジンにより時速100kmで走行可能｡
- アノア装輪装甲車（英語版）
  - インドネシアから輸入｡
- BTR-152
  - 退役したか予備保管状態にあるとされる｡
- OT-64x26両
- BRDM-2x300両

### 工兵向け支援車両
- BTS-2
  - 戦車回収車でT-54の車体を流用している｡武装はDShK38重機関銃を自衛用に装備する｡搭載するクレーンは3トンの重量物を釣り上げる能力がある｡
- BAT-M
  - 砲兵トラクターであるAT-Tの車体を流用したドーザー付きの車両｡障害物除去等に用いられる｡
- BTM-3
  - 1970年に開発された塹壕掘削用の車両｡荷台に掘削機を搭載｡
- PMP浮橋（英語版）
  - 60トン迄の車両であれば通行できる第二次世界大戦後に配備されたソ連製の浮き橋｡車体としてKrAZ-255が主に用いられる｡

### 自走砲
- SH-1 122mm装輪自走榴弾砲（英語版） - 17両以上
  - 中国人民解放軍陸軍で09式122mm装輪自走榴弾砲として採用されているものの輸出向け仕様車｡陝西汽車控股集団 SX2150（英語版）トラックの車体を用いた車体の荷台に122mm榴弾砲を防盾を含む形態で直接搭載している｡なお砲は回転させることができる｡

### 多連装ロケット砲
- 63式107mmロケット砲
- BM-14 - 10両
- BM-21-1 - 200両
  - 200両のうち､180両はカンボジア人民解放軍から､10両はベトナム人民軍のものを鹵獲したもの｡
- 81式122mm自走ロケット砲
- 90B式122mm自走ロケット砲
  - 合計100両を保有｡
- RM-70 - 125両
  - 5両はスロベニアから､120両はチェコ共和国から｡
- 03式300mm自走ロケット砲 - 15両

### 非装甲車両
- UAZ-469
  - 退役した可能性有り｡
- 北京集団 BJ80（英語版）
- BJ2022
  - 中国からの寄贈により入手｡
- 東風 EQ2050
  - 中国人民解放軍陸軍(PLA)が主に運用している車両｡カンボジア陸軍の車両は89式重機関銃（英語版）を装備している｡
- M151
  - 軍事パレードにて確認されている｡
- ランドローバー・ウルフ
- KM-131
  - 韓国製の車両で、SF-911特殊部隊等が装備している｡武装としてPKMや80式機関銃を装備している｡
- SOVAMAG TC10 DT
  - フランス製の車両｡主にSF-911（英語版）にて運用されている｡
- フォード・ラプター（英語版）
- トヨタ・ハイラックス
  - フォード・ラプターと共に民間市場から購入。カンボジア陸軍の標準ピックアップトラックである。

### 輸送用車両
- ZIL-157
- ZIL-130
  - この2車両については退役した可能性がある｡
- ZIL-131
  - 東風社製のトラックに置き換えられつつあるが、標準装備として現役｡
- GAZ-66
  - こちらもZIL-131と同様標準装備である｡現在は置き換えが進行している｡
- KamAZ 43114（ロシア語版）
  - 国境警備部隊が中心に運用している｡国際派遣もされている。
- 東風 EQ240/EQ2081
- 東風 CLW525502N
- 東風　DWEQ2090GS - 26両
- 東風　EQ2070G
  - カンボジア陸軍の標準装備である｡
- 東風　EQ2162GS - 227両以上
  - 2010年から中国より供与されている｡
- 上海依維柯紅岩　Genpaw　- 183両
- 上海依維柯紅岩　Genlyon　- 107両　
  - 上海汽車が株の過半数を保有する傘下の会社の上海依維柯紅岩が製造した輸送用トラック｡寄付金によって導入が行われた｡
- M35 2.5tトラック - 60両
- 起亜・K511 - 200両
  - M35 2.5tトラックを韓国の起亜自動車がライセンス生産したもの｡K511は韓国軍での呼び名｡
- 起亜・KM450（英語版）
  - カンボジア海軍での標準装備｡Kaiser Jeep M715を起亜自動車がライセンス生産したもの｡
- ヒュンダイ・マイティ
- ヒュンダイ・マイティⅡ（英語版）
  - 元々は三菱ふそう・キャンターのOEMを取得したヒュンダイが生産したもの｡初期型はメーカーのバッジを変更したのみの相違点しかなかった｡
- ルノー・TRM 2000 - 両数不明
- メルセデス・ベンツ　ウニモグU5000
- メルセデス・ベンツ・ゼトロス
  - ウニモグと共に近年発注した可能性有｡

### 牽引車
- AT-T
  - 現在は退役済と思われる｡
- MAZ-537
- ZIL-130V1
- 中国重型汽車集団 HOWO A7
  - カンボジア陸軍の標準装備｡
- スカニア・R500（英語版）
- メルセデス・ベンツ　アロックス（英語版）
  - 最近発注した可能性有｡

### 工兵用支援車両
- PTS-2（英語版）
  - 水陸両用車で､渡河用途等で用いられる。
- 徐工集団　XJY240WQ（中国語版）
- 徐工集団 XJY240Z（中国語版）
- 徐工集団製のホイールローダー
- 徐工集団製のローダー掘削機
- 徐工集団製の掘削機
- 陝西汽車控股集団 L3000
  - 中国の陝西汽車控股集団製のタンクローリー｡
- 南京汽車 VM90
  - 装甲救急車型と移動式技術作業支援車型の2種類を保有｡イヴェコ VM 90を中国の南京汽車でライセンス生産した物である｡
- UAZ-452A
  - 既に退役したものと思われる｡

### 火器

#### 拳銃
- トカレフTT-33
- 54式拳銃
- マカロフ PM
- FN GP35 ブローニング・ハイパワー（特殊部隊が使用）
- 92式手槍

### 自動小銃
- AK-47
- AKM
- SKSカービン
- 56式自動歩槍
- 63式自動歩槍
- 81式自動歩槍
- 97式自動歩槍
- CQ 311
- M16A1
- K1
- Pindad SS-1
- FN FAL

### 短機関銃
- 85式短機関銃
- QCW-05
- K7
  - 上記3つの短機関銃は特殊部隊にて使用されている。
- UZI
- H&K MP5

### 狙撃銃(対物用を含む)
- 79式狙撃銃
- アキュラシー・インターナショナル AWM（英語版）
- 10式狙撃歩槍（英語版）
  - 2010年より生産が始まった中国製の対物ライフル｡アキュラシー・インターナショナル AWMと共に2019年ごろから特殊部隊にて運用されている｡

### 軽機関銃
- RPK軽機関銃
- RPD軽機関銃
- 95式班用機槍
  - 95式自動歩槍の派生型で､分隊支援火器として用いられている。
- M60機関銃
- PK
- PKM
- PKT
- ツァスタバ M84（英語版）
  - PK機関銃を基にユーゴスラビア連邦共和国が開発した軽機関銃｡

### 重機関銃
- M2重機関銃
- DShK38重機関銃
- KPV 重機関銃
- 77式重機関銃
- W85重機関銃
- QJZ-89重機関銃（英語版）

### グレネードランチャー
- M79 グレネードランチャー
- M203 グレネードランチャー

#### カノン砲
- M-46 130mmカノン砲 - 50門

### 野砲
- ZiS-3 76mm野砲 - 100門

### 榴弾砲
- D-20 152mm榴弾砲 - 50門
- 66式152mm榴弾砲（中国語版） - 50門
  - 中国から供与されている｡
- D-30 122mm榴弾砲 - 50門
- M-30 122mm榴弾砲 - 50門
- M101 105mm榴弾砲 - 20門以下
  - カンボジアベトナム戦争時にベトナム人民陸軍より鹵獲したもの｡
- M114 155mm榴弾砲

### 迫撃砲
- 82mm迫撃砲BM-41
- 120mm迫撃砲PM-43

### 対空砲
- S-60 57mm対空機関砲
- 74式37mm連装機関砲
- ZU-23-2
- ZPU-1
- ZPU-2
- ZPU-4
  - 上記の対空砲はカンボジア人民解放軍時代から運用されているものや中国からの供与品が多くを占めている｡
- L-90 2連装35mm機関砲
  - 中国での生産型を保有している可能性があるが､存在が確認されていない｡

### ロケット砲
- Armbrust
- RPG-2
- RPG-7
- RPG-18
- M72 LAW
- 69式ロケットランチャー
- PF-89

### 無反動砲
- M20 75mm無反動砲
- B-10無反動砲

### 誘導弾
- 9K32M - 233基
- HN-5,HN-5A - 計70基
- HN-6

### 航空機
- AS 365 ドーファン2x1機
- Mi-8 ヒップx4機
- Mi-17 ヒップHx5機